# Präsidentschaftswahl in Bulgarien 2016
Die Präsidentschaftswahl in Bulgarien 2016 fand am 6. November (1. Wahlgang) und 13. November (Stichwahl) statt.

## Ergebnis
| Kandidaten                                                        | Kandidaten               | Parteien                                            | 1. Wahlgang | 1. Wahlgang | 2. Wahlgang | 2. Wahlgang |
| Kandidaten                                                        | Kandidaten               | Parteien                                            | Stimmen     | %           | Stimmen     | %           |
| ----------------------------------------------------------------- | ------------------------ | --------------------------------------------------- | ----------- | ----------- | ----------- | ----------- |
|                                                                   | Rumen Radew              | Parteilos (Bulgarische Sozialistische Partei)       | 973.754     | 25,4        | 2.063.032   | 59,4        |
|                                                                   | Zezka Zatschewa          | GERB                                                | 840.635     | 22,0        | 1.256.485   | 36,2        |
|                                                                   | Krassimir Karakatschanow | Vereinigte Patrioten                                | 573.016     | 15,0        |             |             |
|                                                                   | Wesselin Mareschki       | Parteilos                                           | 427.660     | 11,2        |             |             |
|                                                                   | Plamen Orescharski       | Parteilos                                           | 253.726     | 6,6         |             |             |
|                                                                   | Trajtscho Trajkow        | Reformblock                                         | 224.734     | 5,9         |             |             |
|                                                                   | Iwajlo Kalfin            | Alternative für die Bulgarische Wiedergeburt        | 125.531     | 3,3         |             |             |
|                                                                   | Tatjana Dontschewa       | D21 – NDSW                                          | 69.372      | 1,8         |             |             |
|                                                                   | George Gantschew         | Christijan-Sozialen Sajus                           | 27.928      | 0,7         |             |             |
|                                                                   | Welisar Entschew         | Dwischenie sa radikalna promjana balgarskata prolet | 18.213      | 0,5         |             |             |
|                                                                   | Dimitar Marinow          | Balgarsko nazionalno obedinenie                     | 14.974      | 0,4         |             |             |
|                                                                   | Rumen Galabinow          | Parteilos                                           | 10.286      | 0,3         |             |             |
|                                                                   | Plamen Paskow            | Parteilos                                           | 10.103      | 0,3         |             |             |
|                                                                   | Alexandar Tomow          | Balgarska Sozialdemokrazija – Ewroleviza            | 9.513       | 0,2         |             |             |
|                                                                   | Gospodin Tonew           | Balgarska demokratitschna obschtnost                | 6.855       | 0,2         |             |             |
|                                                                   | Kemil Ramadan            | Balkanska demokratitschna liga                      | 6.089       | 0,2         |             |             |
|                                                                   | Kamen Popow              | Parteilos                                           | 5.212       | 0,1         |             |             |
|                                                                   | Diana Dimitrowa          | Parteilos                                           | 4.362       | 0,1         |             |             |
|                                                                   | Nikolaj Banew            | Parteilos                                           | 4.196       | 0,1         |             |             |
|                                                                   | Jordanka Kolewa          | Parteilos                                           | 4.182       | 0,1         |             |             |
|                                                                   | Bisser Milanow           | Parteilos                                           | 3.215       | 0,1         |             |             |
| Kein Kandidat                                                     | Kein Kandidat            | Kein Kandidat                                       | 214.094     | 5,6         | 155.411     | 4,5         |
| Gesamt                                                            | Gesamt                   | Gesamt                                              | 3.827.650   | 100         | 3.474.928   | 100         |
|                                                                   |                          |                                                     |             |             |             |             |
| Ungültige Stimmen                                                 | Ungültige Stimmen        | Ungültige Stimmen                                   | 119.925     | 3,0         | 66.036      | 1,9         |
| Wähler                                                            | Wähler                   | Wähler                                              | 3.947.575   | 56,3        | 3.540.964   | 50,4        |
| Wahlberechtigte                                                   | Wahlberechtigte          | Wahlberechtigte                                     | 7.014.723   |             | 7.020.119   |             |
|                                                                   |                          |                                                     |             |             |             |             |
| Quellen: Zentralna isbiratelna komissija: 1. Wahlgang 2. Wahlgang |                          |                                                     |             |             |             |             |